# Некрасов, Николай Николаевич (дирижёр)
Никола́й Никола́евич Некра́сов (30 июня 1932, Москва — 21 марта 2012, Москва) — советский российский дирижёр, педагог. Народный артист СССР (1988).

## Биография
Родился 30 июня 1932 года в Москве, в семье музыкантов.
В 1947—1952 годах учился в Музыкальном училище имени Октябрьской революции (ныне Московский государственный институт музыки имени А. Г. Шнитке) по классу сольного исполнения на балалайке и дирижирования, с 1952 по 1954 год — в лётном училище в Умани на Украине, в 1954—1960 годах  — в Музыкально-педагогическом институте имени Гнесиных (ныне Российская академия музыки имени Гнесиных) по классу дирижирования Г. Ф. Зимина и С. С. Сахарова, получил специальность дирижёра и концертного исполнителя на балалайке.
С 1957 года — главный дирижёр оркестра Русского народного хора им. М. Е. Пятницкого. В 1959 году дебютировал как симфонический дирижер на «Русском фестивале» в США. С 1960 года — главный дирижёр оркестра Государственного академического ансамбля народного танца СССР (ныне Государственный академический ансамбль народного танца имени Игоря Моисеева).
В 1973—2012 годах — главный дирижёр и художественный руководитель Оркестра русских народных инструментов Всесоюзного радио и Центрального телевидения.
Первый исполнитель многих произведений советских композиторов. Под его руководством исполнены переложения для оркестра русских народных инструментов многих произведений русских, советских и зарубежных композиторов.
Гастролировал за рубежом.
С 1985 по 1998 год преподавал в Музыкально-педагогическом институте имени Гнесиных, возглавлял кафедру оркестрового дирижирования (с 1988 — доцент, затем профессор). С 2001 года — профессор Московской консерватории им. П. Чайковского (кафедра композиции и инструментовки).
С 2007 по 2012 год — член Художественно-экспертного совета по присуждению премии Правительства Российской Федерации «Душа России» за вклад в развитие народного творчества. Вице-президент Международного союза музыкальных деятелей.
С 1962 года — член КПСС.
Умер 21 марта 2012 года в Москве. Похоронен на Троекуровском кладбище.

## Награды и звания
- Заслуженный артист РСФСР (01.12.1971)
- Народный артист РСФСР (04.12.1980)
- Народный артист СССР (11.04.1988)
- Государственная премия СССР в области литературы, искусства и архитектуры (1991) — за концертные программы 1988—1990 годов
- Орден «За заслуги перед Отечеством» IV степени (27.11.1995)
- Орден Почёта (29.07.2002)
- Золотая медаль и звание лауреата Международного конкурса VI Всемирного фестиваля молодежи и студентов в Москве (1957)
- Премия Фонда Ирины Архиповой (2001)
- Российская национальная премия «Овация» в номинации «Фолк-музыка» (2008).

## Память
- С 2012 года Академический оркестр русских народных инструментов ВГТРК носит имя Н. Н. Некрасова